# Mitologia efique
A Mitologia efique diz respeito às lendas e mitos dos povos efiques da Nigéria. Nessa mitologia, Abassi é o deus criador. Sua esposa é Atai, que convenceu-o de permitir que dois seres humanos (seus filhos, um homem e uma mulher) se instalassem na Terra, mas os proibissem de reproduzir ou trabalhar e eles voltariam ao céu quando Abassi tocasse o sino de jantar; essas regras foram definidas para que eles não superassem Abassi em sabedoria e força. Consequentemente, eles quebraram esta regra e Atai matou ambos, bem como causou a luta, morte e guerra entre os seus filhos. Abassi e Atai foram tão repugnados que eles se retiraram dos negócios dos seus descendentes.
Outros acreditam que o criador, Abassi, criou dois seres humanos e, em seguida, decidiu não lhes permitir viver na terra. Sua esposa, Atai, persuadiu-o a deixar que eles assim fizessem. Para controlar os seres humanos, Abassi insistiu que eles comam todas as suas refeições com ele, por meio disso impedindo-os de cultivar ou caçar a comida. Ele também proibiu-os a procriação. Logo, entretanto, a mulher começou a cultivar os alimentos na terra, e eles deixaram de aparecer para comer com Abassi. Então o homem uniu-se a sua esposa nos campos, e logo houve filhos também. Abassi culpou sua esposa do modo que as coisas tinham resultado, mas ela disse-lhe que trataria disso. Ela enviou para a Terra a morte e a discórdia para manter as pessoas no seu lugar.
1. ↑  Silva, Alberto da Costa (2002). A Manilha e o Libambo - A África e a Escravidão, de 1500 a 1700. Rio de Janeiro: Editora Nova Fronteira Participações S.A. p. 330. ISBN 978-85-209-3949-9